# Anathallis vitorinoi
Panmorphia vitorinoi é uma espécie de orquídea (Orchidaceae) originária do Brasil.